# Pterocarpus angolensis
Pterocarpus angolensis ist eine Pflanzenart aus der Gattung Pterocarpus in der Unterfamilie der Schmetterlingsblütler (Faboideae) innerhalb der Familie der Hülsenfrüchtler (Fabaceae). Sie ist von Zentralafrika bis knapp nach Südafrika und ins mittlere bis südöstliche Afrika verbreitet.

## Beschreibung

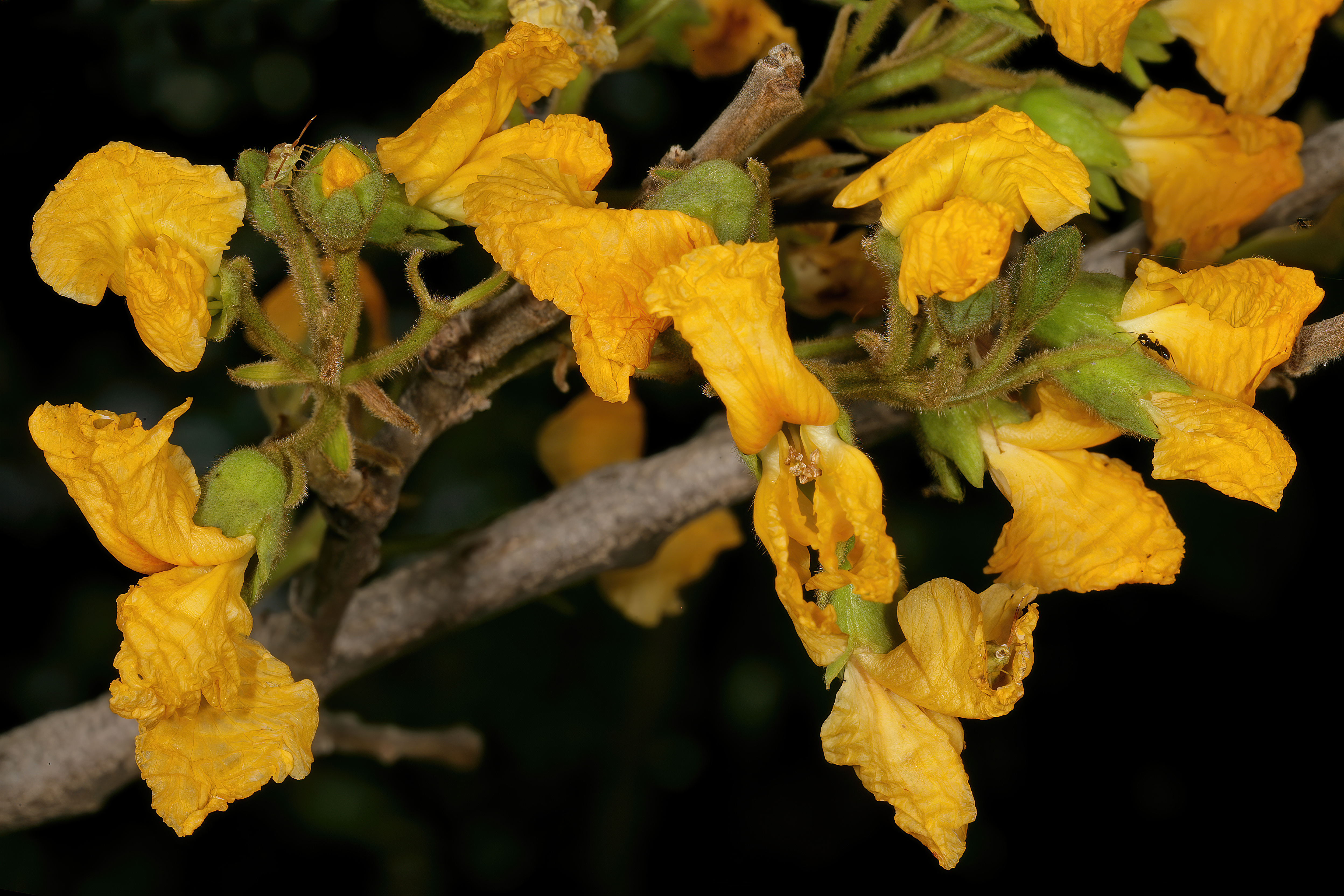
Blütenstand

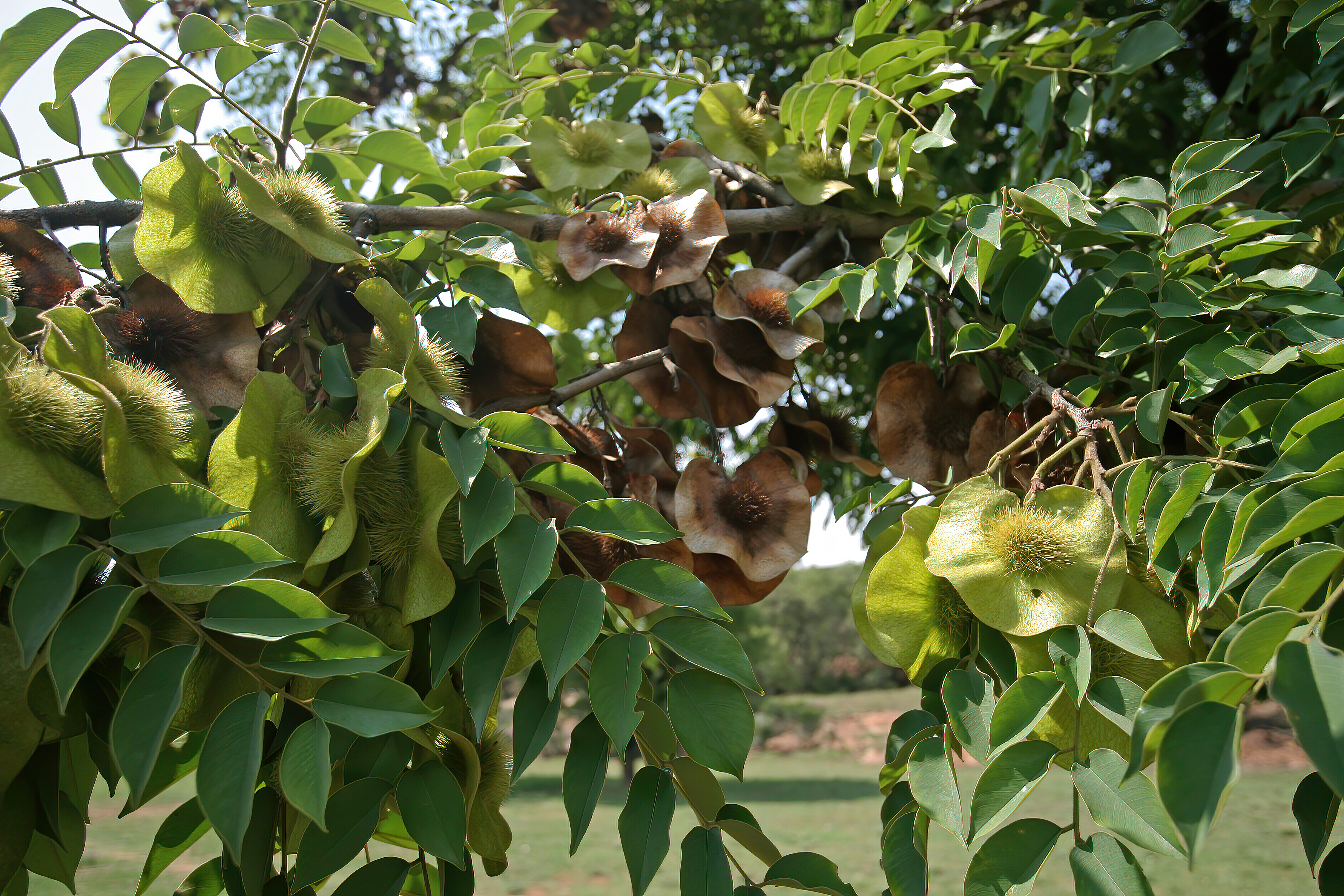
Laubblätter und Früchte

### Vegetative Merkmale
Pterocarpus angolensis wächst meist als laubabwerfender Baum und erreicht Wuchshöhen von bis über 25 Meter und Stammdurchmesser von über 80 Zentimeter oder seltener als Strauch. Die bräunliche bis gräuliche, im Alter dicke Borke ist leicht furchig bis schuppig. Der Baum führt ein rotes Kino.
Die wechselständig angeordneten Laubblätter sind in Blattstiel und -spreite gegliedert. Blattstiel ist bis zu 8 Zentimeter lang und die fein behaarte Blattspindel bis 35 Zentimeter. Die Blattspreite ist wechselnd unpaarig gefiedert mit bis zu 25 Fiederblättchen. Die kurz gestielten, leicht ledrigen, fast kahlen Fiederblättchen sind bei einer Länge von bis zu 10 Zentimeter meist eiförmig bis verkehrt-eiförmig oder elliptisch, ganzrandig mit spitzem bis zugespitztem oberen Ende und gerundeter bis leicht herzförmiger oder spitzer Basis. Die kleinen Nebenblätter sind abfallend.

### Generative Merkmale
In den end- oder achselständigen und relativ kurzen, fein bräunlich behaarten traubigen oder rispigen Blütenständen sind viele Blüten vorhanden. Die Blüten erscheinen oft vor den Laubblättern. Der bis zu 2 Zentimeter lange Blütenstiel ist bräunlich behaart.
Die duftenden und zwittrigen Blüten sind zygomorph mit doppelter Blütenhülle. Der becherförmige Kelch mit kurzen Zipfeln ist außen behaart. Die gelben Kronblätter sind in der Form der Schmetterlingsblüten angeordnet. Die zehn Staubblätter sind einbrüderig mona- oder manchmal diadelpisch, eines ist dann frei. Der gestielte Fruchtknoten ist behaart.
Die rundliche, dicht lang stachelborstige, mit beständigem Kelch rundum geflügelte und mehrsamige Flügelnuss (Samara) enthält mehrere Samen. Die Samara sind mit dem welligen, holzigen, bis 3 bis 4 Zentimeter breiten Flügeln bis zu 15 Zentimeter groß, der zentrale, samentragende, abgeflachte Teil ist bis 3,5 Zentimeter groß. Die bis zu zwei abgeflachten, leicht nierenförmigen, harten, braunen Samen sind bis 2 Zentimeter lang.
Die Mannbarkeit beträgt bis zu 35 Jahre.

## Taxonomie
Die Erstbeschreibung von Pterocarpus angolensis erfolgte 1825 durch Augustin Pyramus de Candolle in Prodromus Systematis Naturalis Regni Vegetabilis .., Band 2, Seite 419. Synonyme für Pterocarpus angolensis DC. sind Pterocarpus bussei Harms und Pterocarpus dekindtianus Harms.

## Verwendung
Das mittelschwere und recht harte, gut beständige Holz, Rosenholz, Bloodwood, wird vielfältig verwendet. Es ist bekannt als Muninga, African, Wild, Rhodesian teak, Kiaat oder African bloodwood. Verwandt ist African padouk oder Burma padouk von anderen Pterocarpus-Arten.
Das Kino und die Wurzeln werden zum Färben verwendet. Die Rinde und Wurzeln werden medizinisch genutzt.